# 米德爾福克 (肯塔基州)
米德爾福克（英語：Middle Fork）是位於美國肯塔基州佩里縣的一個非建制地區。

## 地理
米德爾福克所處的海拔為高於海平面319米（即1047英呎），而該地所採用的時區為UTC-5，即北美東部時區（EST）。同時該地設有夏令時間，為UTC-5調快一小時，即UTC-4（EDT）。